# Harry Hardt
Harry Hardt, född 4 augusti 1899 i Pola, Istrien, Österrike-Ungern (nu Pula, Kroatien), död 14 november 1980 i Wien, Österrike, var en österrikisk skådespelare. Hardt filmdebuterade 1920 och medverkade i tyskspråkiga filmer och TV-produktioner fram till sin död 1980.

## Filmografi (i urval)
- 1927 – Flickan i skåpet
- 1929 – En ödesdiger natt
- 1930 – De stulna kronjuvelerna
- 1931 – Mary
- 1931 – Rena rama sanningen
- 1936 – Hans officiella hustru
- 1936 – Tiggarstudenten
- 1937 – Den falske Sherlock Holmes
- 1937 – Fridericus
- 1942 – Den store segraren
- 1955 – Min ungdoms Marianne
- 1957 – Made in Germany